# Плахов, Александр Николаевич
Александр Николаевич Плахов (род. 1 августа 1984, Краснокаменск, Читинская область) — российский футболист, игрок в мини-футбол, защитник.
Старший брат Александра Николай — также игрок в мини-футбол..

## Биография
В 2001 году Александр вошёл в состав только что созданного иркутского мини-футбольного клуба «Звезда», взявшего старт во втором дивизионе российского мини-футбола. Семь лет он играл в составе иркутского клуба, вместе со своим братом Николаем входя в число его лидеров.
В 2008 году «Звезда» прекратила существование, и вскоре Александр очутился в русском «Спартаке». Однако и этот клуб спустя полгода был расформирован. Братья Плаховы стали игроками новосибирского «Сибиряка», где играют и ныне.